# 11484 Daudet
11484 Daudet eller 1988 DF2 är en asteroid i huvudbältet som upptäcktes den 17 februari 1988 av den belgiske astronomen Eric W. Elst vid La Silla-observatoriet. Den är uppkallad efter den franske författaren Alphonse Daudet.
Asteroiden har en diameter på ungefär 4 kilometer.